# Trekanten, Helsingfors

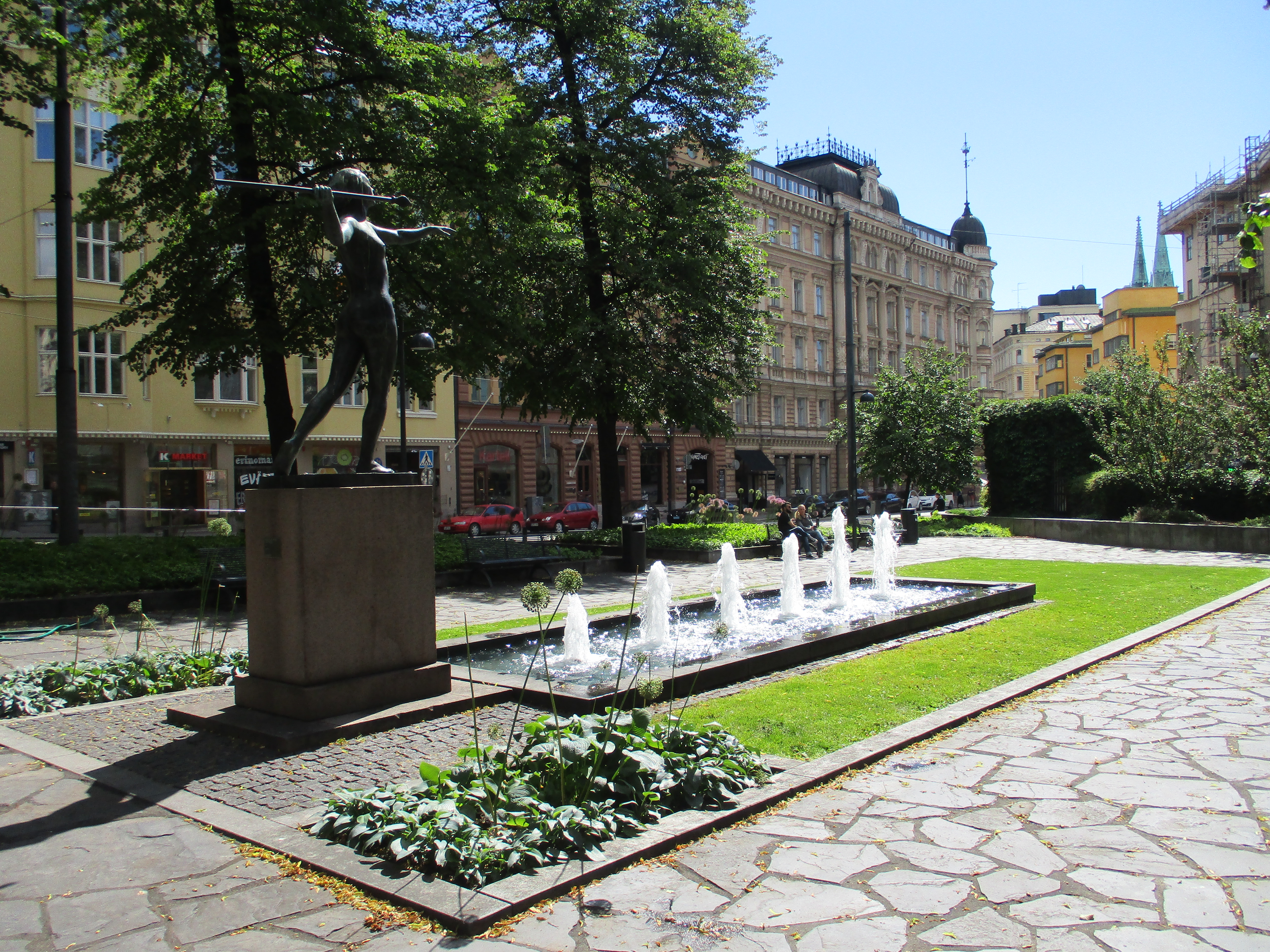
Trekanten med Yrjö Liipolas staty Tellervo och fontänen från 2006–2007, sedd mot sydost utmed Skillnadsgatan

Trekanten eller Dianaparken (finska: Kolmikulma eller Diananpuisto), också benämnd Trekantsparken, Triangeln och Triangelparken, är en liten park på omkring 2 200 m² i stadsdelen Gardesstaden i centrala Helsingfors.
Parken är triangelformad och ligger mellan Georgsgatan, Skillnadsgatan och Nylandsgatan. Parkens triangulära karaktär beror på dess läge på gränsen mellan två rutnätsområden med olika orientering. Triangeln anlades ursprungligen som ett stensatt torg, och husen omkring parken byggdes huvudsakligen i slutet av 1800-talet och början av 1900-talet. 
I parken finns bronsskulpturen Tellervo av Yrjö Liipola, som avtäcktes 1929. Den föreställer en spjutkastande Tellervo, dotter till skogsguden Tapio. Statyn kallas också Diana efter jaktens gudinna i romersk mytologi. Parken kallas därför också Dianaparken. Parken renoverades 2006–2007, varvid en långsträckt fontän anlades, vilken följde Tellervos spjutkastlinje.
I huset Georgsgatan 10, som ritades av John Settergren, öppnades biografen Lyyra 1910, som efterträddes där av biografen Edison 1915–1975. Mellan 1975 och 2005 drevs den som Diana och därefter 2006–2011 som barnfilmsbiografen Lasten Cinema. Lokalen har också utnyttjats som en andra scen, Diana-Scenen, av barnteatern Unga Teatern.
Trekanten är planerad att bli ändstation för den kommande spårvagnslinjen till Håkansvik, nära Kronbergsstranden på Degerö. Denna byggs sedan 2021 i projektet Spårväg Kronbroarna via Hagnäs torg och Högholmen på Kronbroarna, över bland annat Kronbergsfjärden.

## Bildgalleri

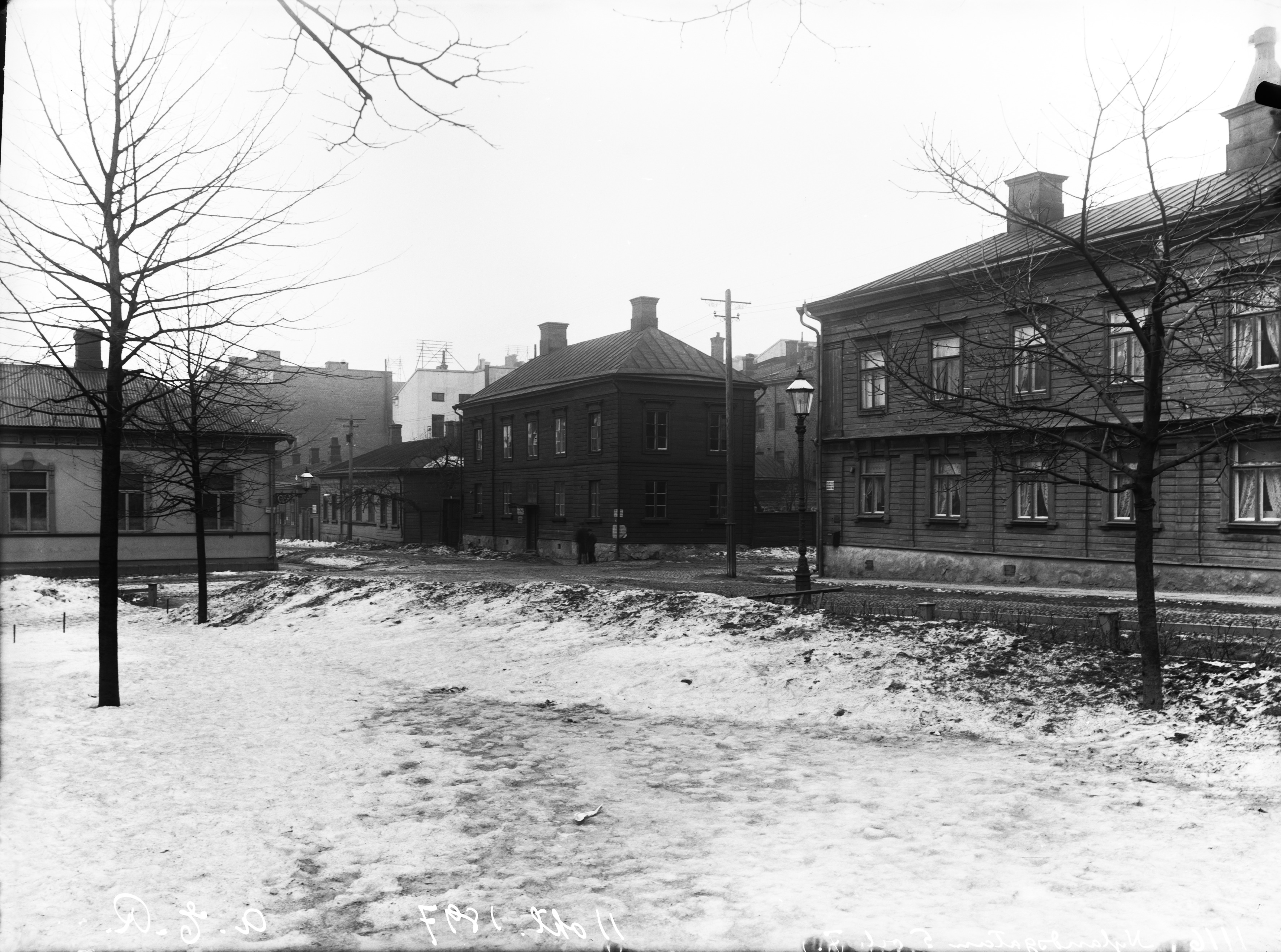
Korsningen mellan Georgsgatan och Nylandsgatan 1897. Foto: Alfred Edvard Rosenbröijer.
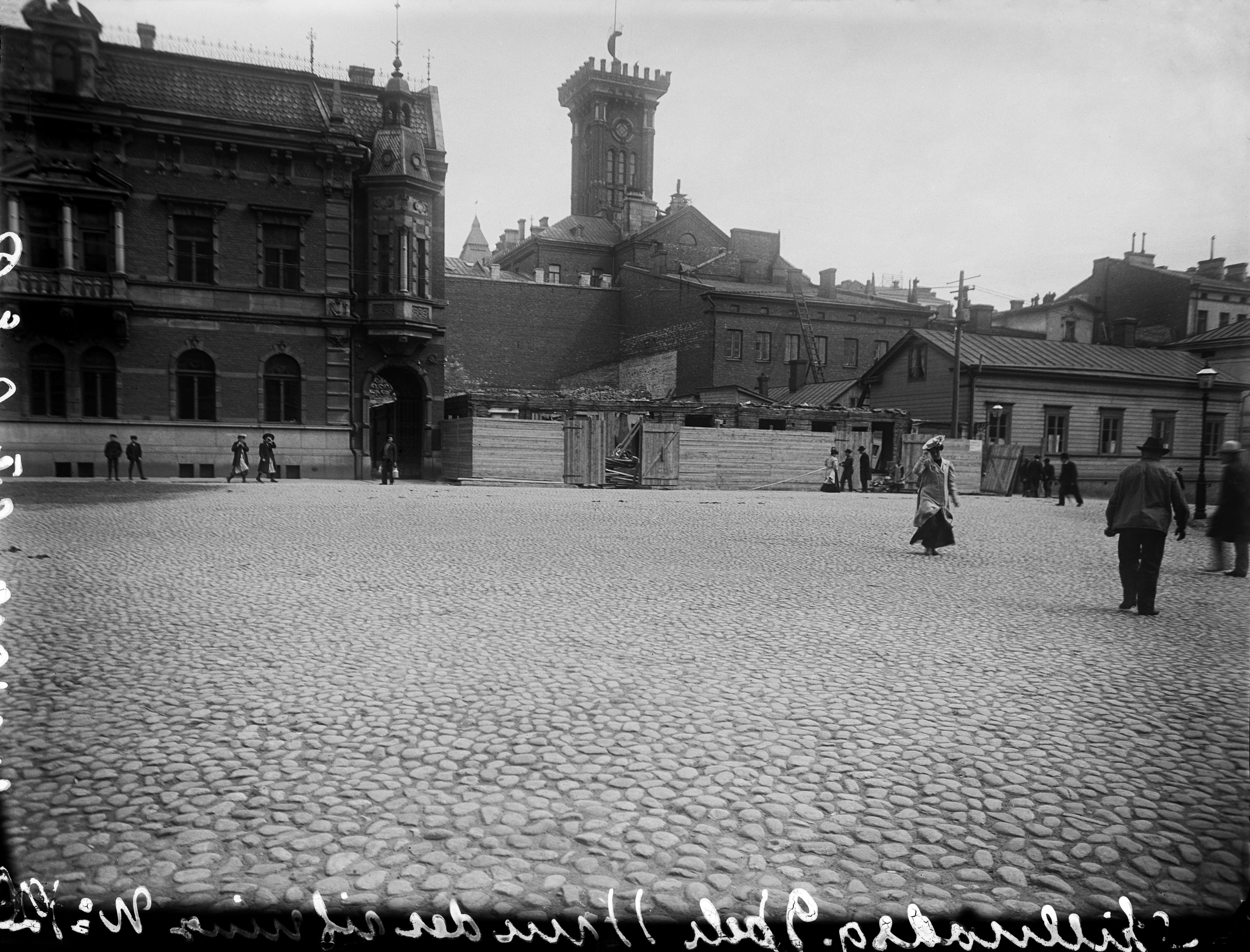
Trekanten som torg omkring 1907, sett från Nylandsgatan mot Skillnadsgatan, med Skillnadens brandstation i bakgrunden. Foto: Alfred Edvard Rosenbröijer.
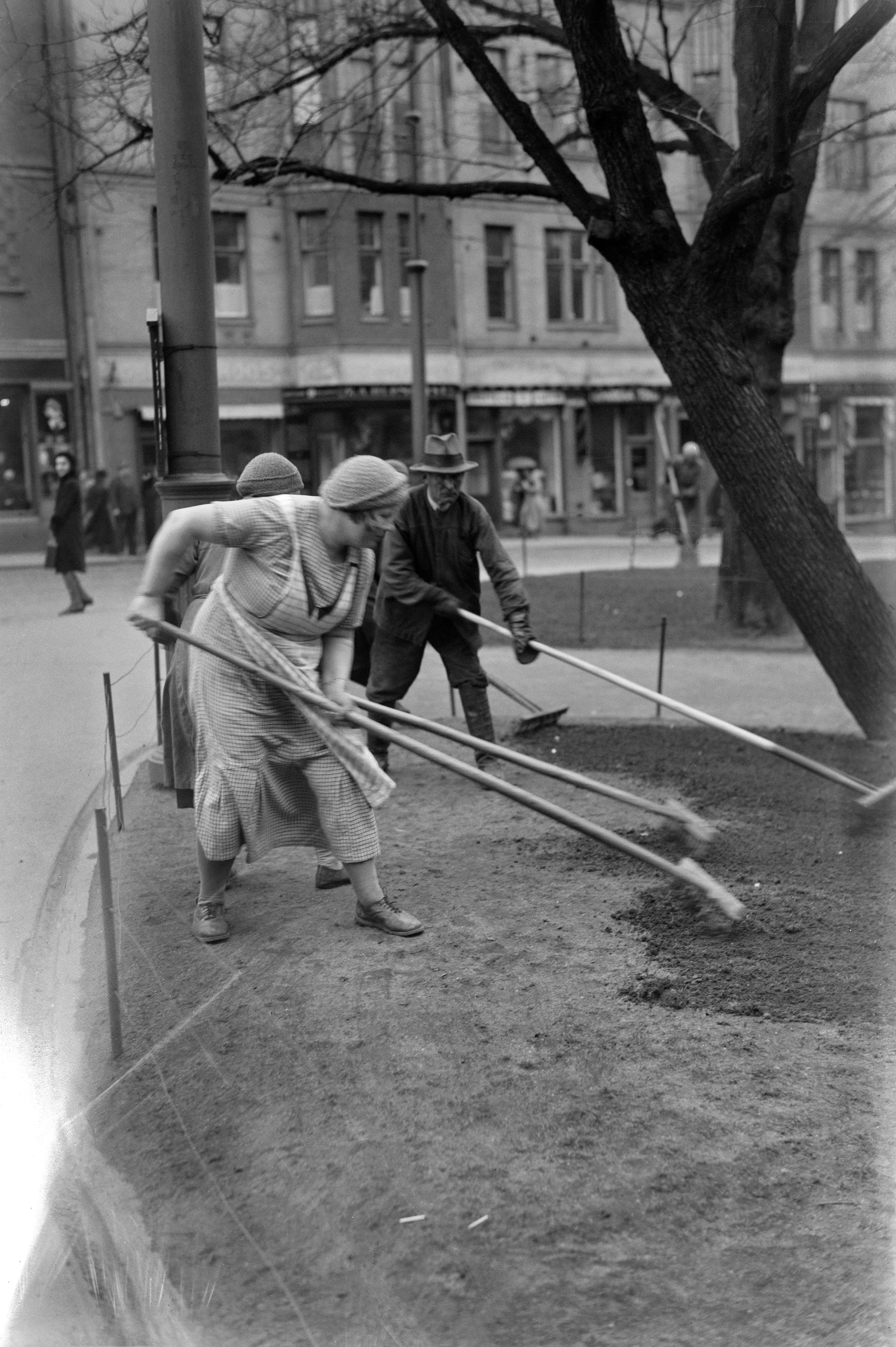
Parkarbete, 1920. Foto: Kalle Havas.
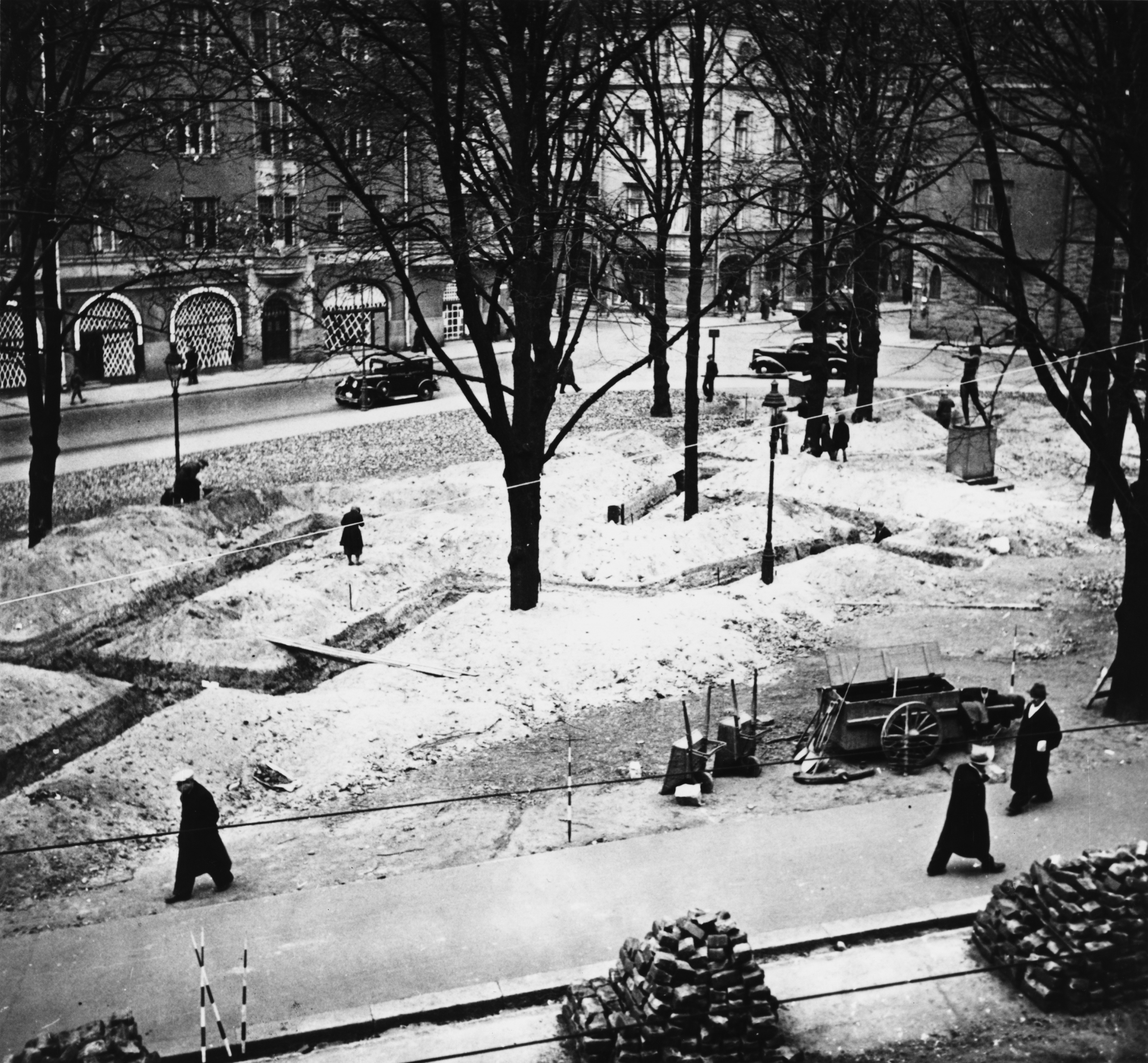
Grävda diken som splitterskydd på Trekanten, hösten 1939.
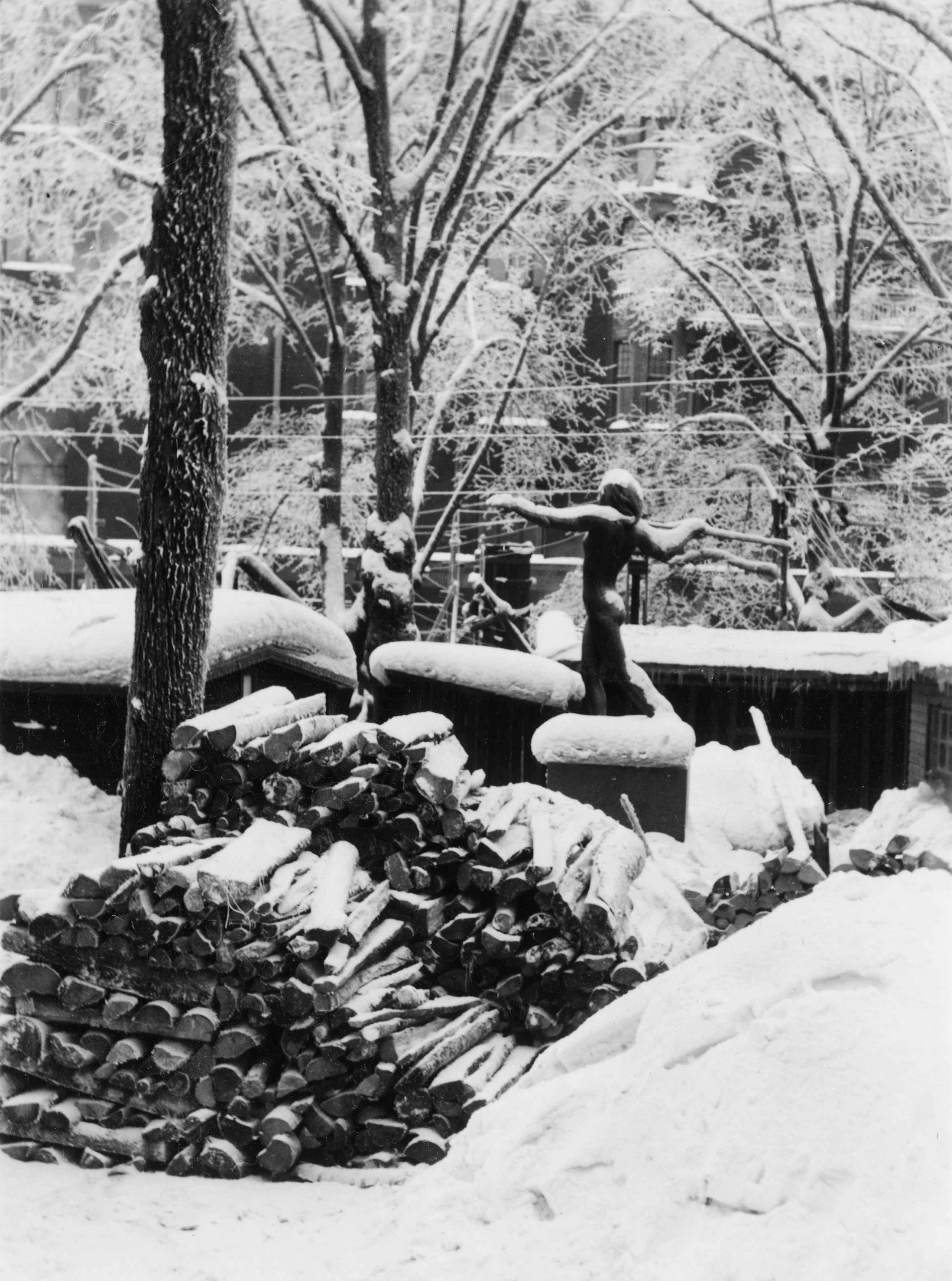
Trekanten med vedupplag runt Tellervo under Fortsättningskriget 1942. Foto: Arne Wilhelm Rancken.
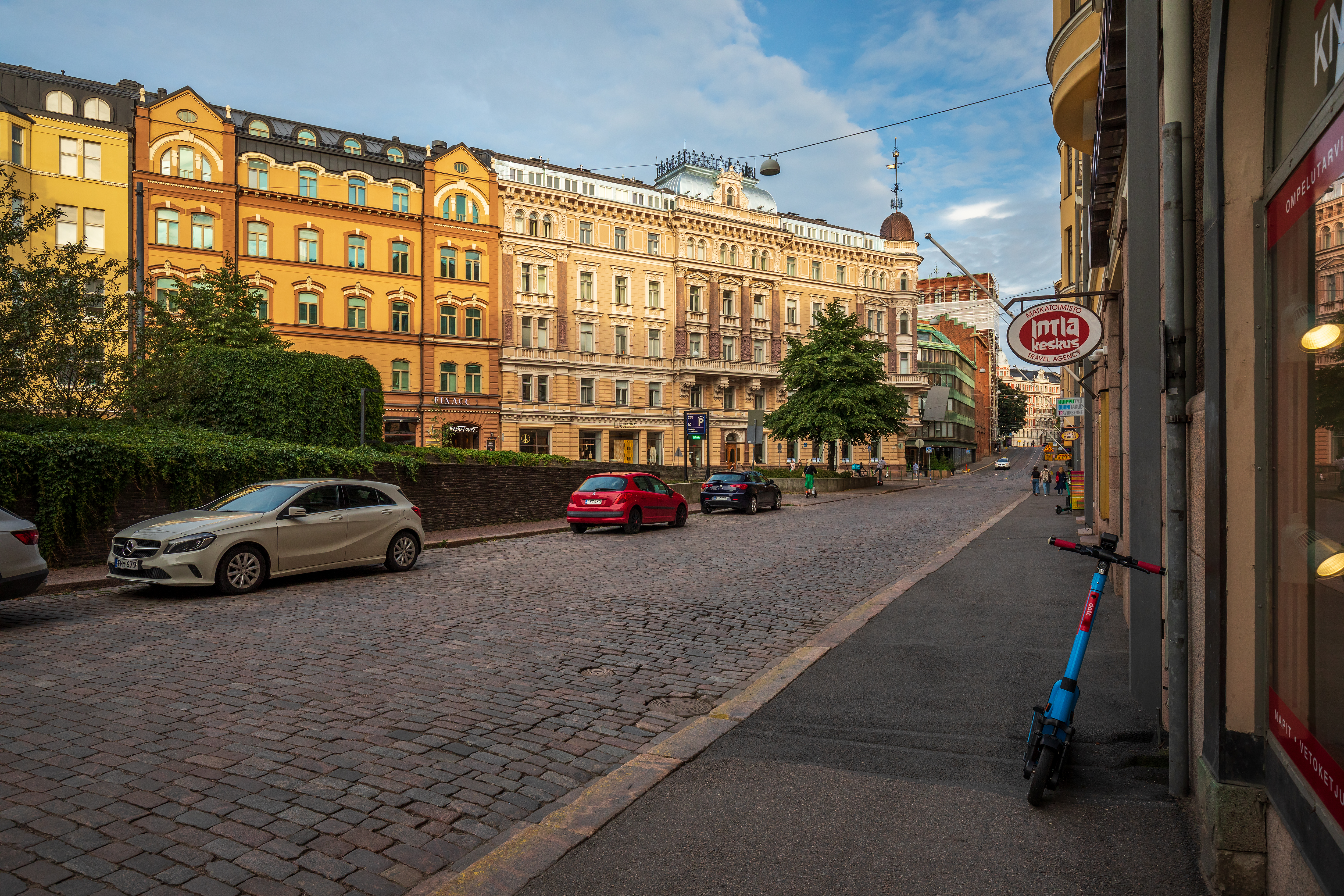
Trekanten sedd utefter Georgsgatan mot sydost.
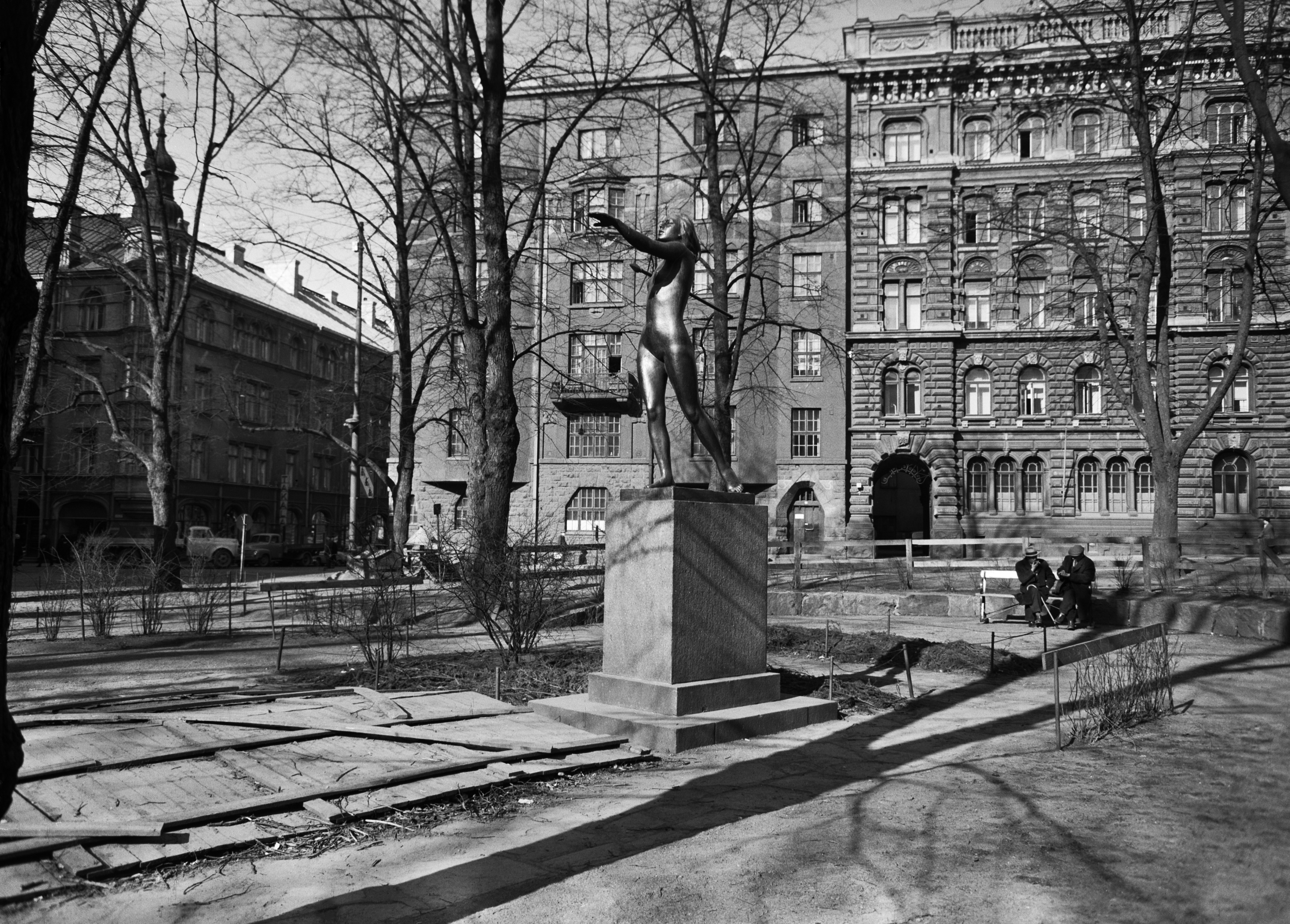
Parken sedd från Skillnadsgatan mot Nylandsgatan, 1961. Foto: Constantin Grünberg.
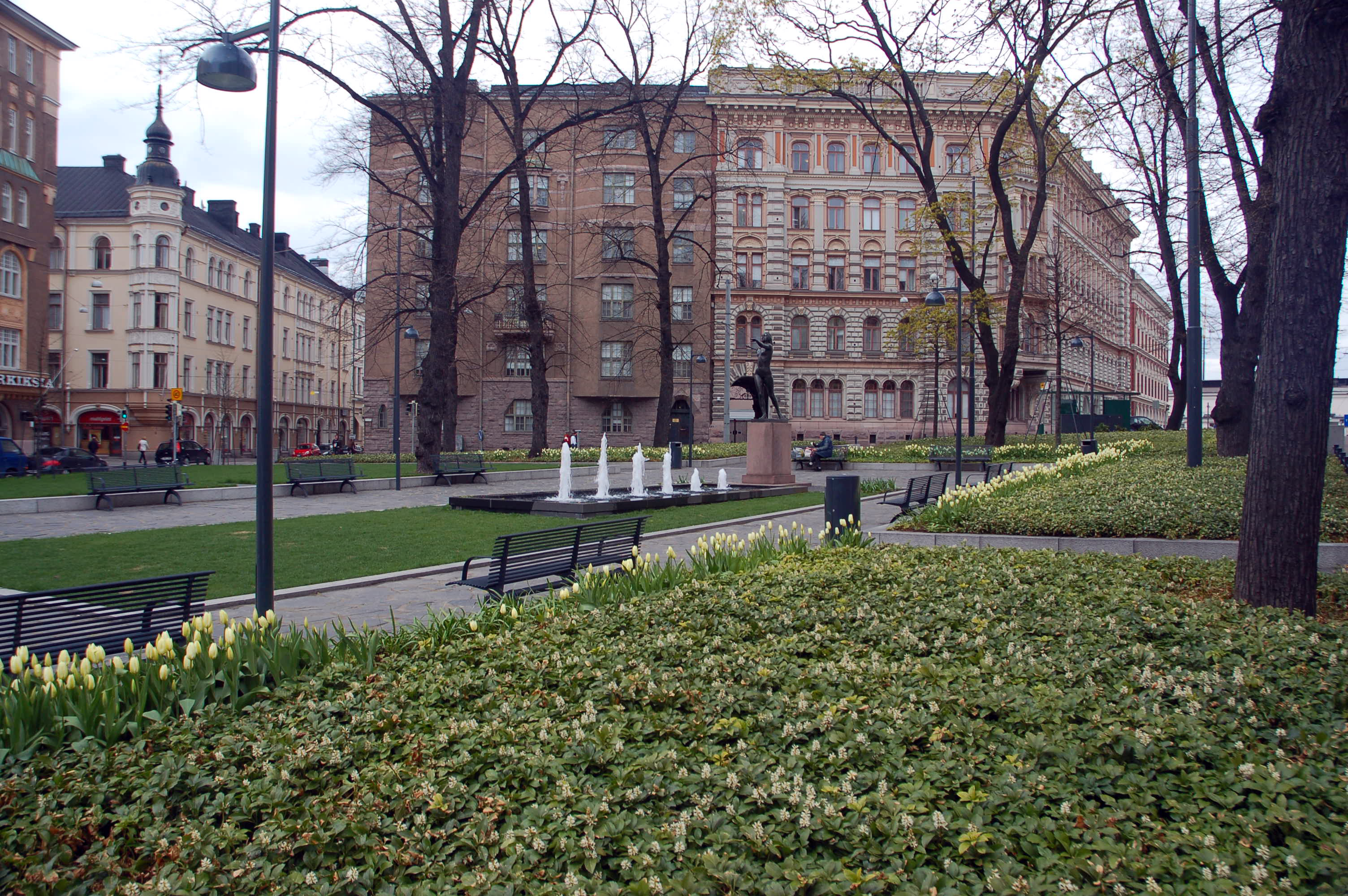
Parken sedd från Skillnadsgatan mot Nylandsgatan, 2009.
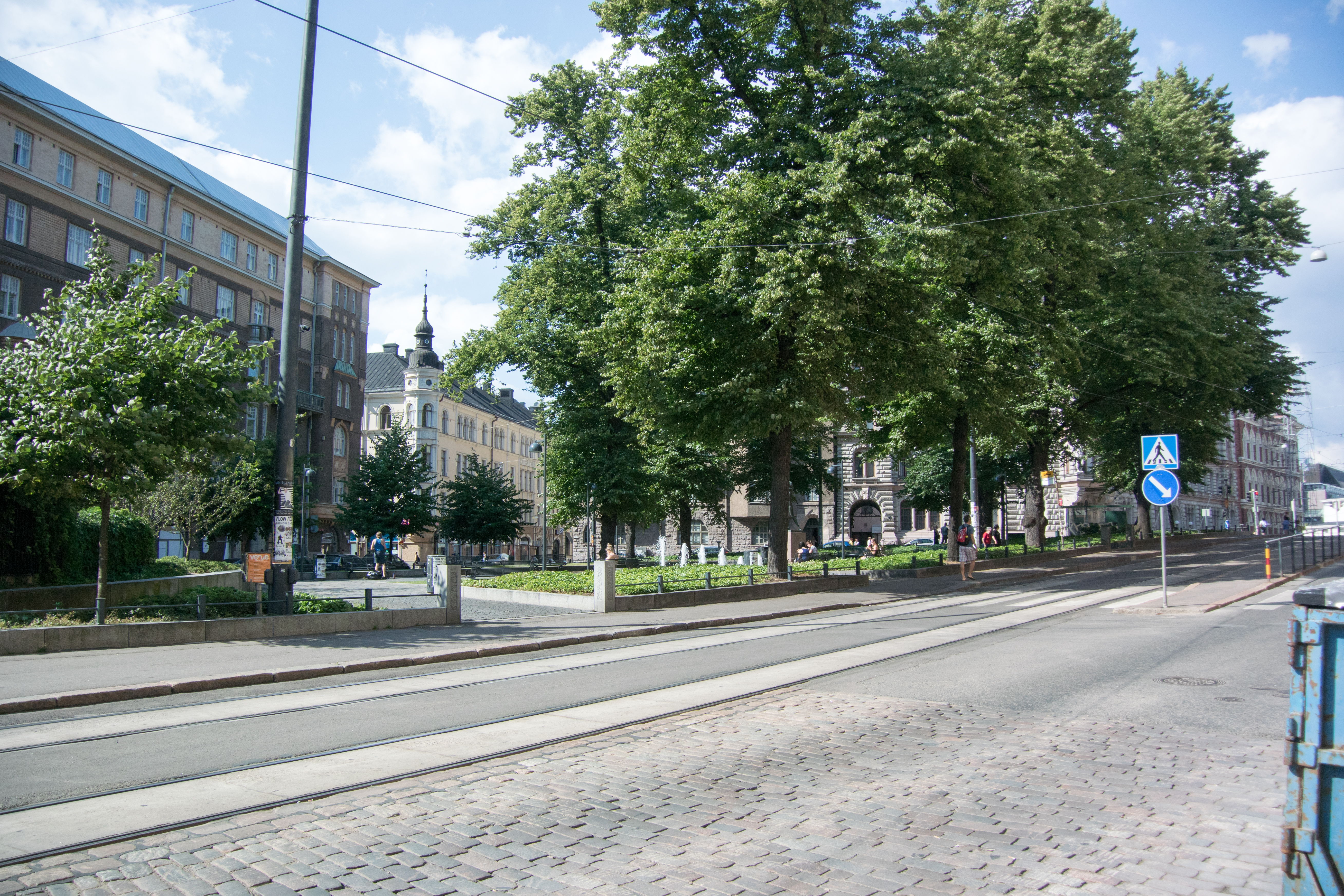
Parken sedd från Skillnadsgatan mot Nylandsgatan, 2014.